# Unholy Savior
Unholy Savior är det finländska heavy metal-bandet Battle Beasts tredje studioalbum, utgivet i januari 2015 på Nuclear Blast Records och i Japan på Chaos Reigns.
Albumet var bandets sista med gitarristen Anton Kabanen. Han skulle senare grunda Beast In Black. 
Unholy Savior låg på den finska topplistan i femton veckor, som bäst på första plats. Albumet nådde även 39:e plats på den tyska topplistan.

## Låtlista
1. "Lionheart" – 4:53
2. "Unholy Savior" – 5:36
3. "I Want the World... and Everything in It" – 4:37
4. "Madness" – 4:01
5. "Sea of Dreams" – 5:01
6. "Speed and Danger" – 4:38
7. "Touch in the Night" – 4:27
8. "The Black Swordsman" – 1:15
9. "Hero's Quest" (instrumental) – 2:30
10. "Far Far Away" – 3:46
11. "Angel Cry" – 3:33

Bonusspår på den japanska utgåvan
1. "Push It to the Limit" (Paul Engemann-cover) – 3:19
2. "Wild Child" (W.A.S.P.-cover) – 5:11

## Medverkande
Musiker
- Noora Louhimo – sång
- Anton Kabanen – gitarr, sång
- Juuso Soinio – gitarr
- Eero Sipilä – basgitarr, bakgrundssång
- Janne Björkroth – keyboard, bakgrundssång
- Pyry Vikki – trummor

Bidragande musiker
- Jussi-Pekka Björkroth – flöjt

Produktion
- Anton Kabanen – producent
- Janne Björkroth – producent
- Matias Kupiainen – mixning
- Mika Jussila – mastering
- Claudio Bergamín – omslagskonst, design, layout
- Juuso Soinio – foto
- Aki Anttila – foto